# صلاح مصدق
صلاح مصدق (1958 -) هو ممثل مسرحي وممثل تلفزيوني وممثل أفلام تونسي.

## حياته ونشأته
من مواليد سنة في حلق الوادي.
متزوج من الفنانة التونسية سهام مصدق ولهما ابن واحد.

## مسيرته
هو ممثل تونسي مسرحي عانق الخشبة منذ سنة 1974 و تتلمذ على مدارس متعددة أما في التلفزة فتجاربه كثيرة وعديدة أبرزها صليح في الخطاب على الباب فالى يومنا هذا ما زال يلقب بهذا الاسم لما بذله في اداء هذه الشخصية مما ابهر الجمهور التونسي.
يعد من أكثر الفنانين شعبية على مستوى الشاشة التلفزية من خلال أعماله الدرامية.

## أعماله
شارك صلاح مصدق في العديد من المسلسلات التونسية، من بينها:

### سينما
- 1990 : عصفور سطح لفريد بوغدير : الجزار
- 2000 : غدوة نحرق لمحمد إسماعيل : الهادي
- 2005 : جنون لجليلة بكار والفاضل الجعايبي
- 2006 : عبد الرحمان ابن خلدون للحبيب المسلماني
- 2010 : النخيل الجريح لعبد اللطيف بن عمار
- 2014 : الزيارة لنوفل صاحب الطابع
- 2015 :
- صراع للمنصف بربوش
- عزيز روحو لسنية شامخي
- 2016 : وه! لأسمهان الأحمر
- 2019 : بيك نعيش لمهدي البرصاوي

- 2005 : نسمة وريح للسعد دخيل
- 2008 :
- المشروع لمحمد علي النهدي : والد السارق
- لزهر للبحري بن يحمد

### المسلسلات
- 1992 : ليام كيف الريح لصلاح الدين الصيد : مصطفى
- 1994: غادة لمحمد الحاج سليمان
- 1996-1997 : الخطاب على الباب لصلاح الدين الصيد وعلي اللواتي والمنصف البلدي : صليح
- 1998 : عشقة وحكايات لصلاح الدين الصيد
- 1999 : عنبر الليل للحبيب المسلماني
- 2000 : منامة عروسية لصلاح الدين الصيد : جلول
- 2001 :
- ضفاير لالحبيب المسلماني
- ريحانة لحمادي عرافة
- 2002 :
- قمرة سيدي المحروس لصلاح الدين الصيد : مصطفى
- عطر الغضب للحبيب المسلماني: محمود الحرايري
- 2004 : لوتيل لصلاح الدين الصيد
- 2005 : شوفلي حل (الموسم 2) لصلاح الدين الصيد (ضيف الحلقة 10 و 12) : سي صبحي مريض سليمان
- 2007 :
- كمنجة سلامة لحمادي عرافة وعلي اللواتي : المنجي
- الليالي البيض للحبيب المسلماني : الهادي
- 2008-2012 : مكتوب لسامي الفهري : الناصر
- 2010 :
- ڨراج الكريك لرضا الباهي : الجيلاني شهر الألماني
- كاستينغ لسامي الفهري ورفيقة بوجداي : صالح
- 2011 :
- المتسلل لجياكومو باتياتو : أبو إياد
- طاولة وكراسي لرضا الباهي
- 2012 :
- دار الوزير لصلاح الدين الصيد ويونس الفارحي وسامية عمامي : صاحب مقهى النادي
- لأجل عيون كاترين لحمادي عرافة ورفيقة بوجداي : رئيس التجمع الدستوري الديمقراطي
- عنقود الغضب لنعيم بن رحومة : داود
- ديبانيني لحاتم بلحاج
- 2013 :
- نجوم الليل (الموسم 4) لمهدي نصرة : صلاح
- علق الصباط لغازي الزغباني : الصادق والد هالة وشهناز
- أولاد البلاد لسليم بن حفصة : قائد الطائرة
- 2013-2014 : كاميرا كافيه لإبراهيم اللطيف : سي عبد الجليل
- 2014 : يقوي سعدك لأسامة عبد القادر وأمير الماجولي : عم صلاح
- 2015 : أمبولونس للسعد الوسلاتي (ضيف شرف الحلقة 2) : رئيس المركز خالد بربوش
- 2015-2017 : أولاد مفيدة (الموسم 3) لسامي الفهري : رؤوف
- 2016 :
- مدرسة الرسول لأنور العياشي : ضيف شرف
- أمبوتياج لوليد الطايع : ضيف شرف
- بوليس حالة عادية (الجزء الثاني) لمجدي السميري وجميل النجار
- وردة وكتاب لأحمد رجب (ضيف شرف) : فرجاني
- 2017 :
- فلاشباك (الموسم الثاني) لمراد بن شيخ
- نسيبتي العزيزة (ضيف الحلقتين 1 و 9 و 10 من الموسم السابع) لصلاح الدين الصيد ويونس الفارحي : الأستاذ زهر الدين والي
- المنارة لعاطف بن حسين
- الدوامة لنعيم بن رحومة ومحمد علي ميهوب وعبد المنعم حواص بدور سي الحبيب الغزواني
- 2018 :
- لافاچ لسعيد الظريف : عبد الجبار
- علي شورب لربيع التكالي ومديح بالعيد : سي الطيب
- المركز 52 لسيمو سيدراتي : المدير
- 2019 :
- صحبة غير درجين (الموسم الثاني)
- دار نانا لمحمد علي ميهوب ويونس الفارحي
- 2021 :
- أولاد الغول لمراد بن شيخ : سعيد المحامي
- لاطاح لا دزوه لقيس العلوي : شوكة
- 2022 : كان يا ماكانش (الموسم 2) لعبد الحميد بوشناق : يوليوس قيصر
- 2024 : باب الرزق لهيفل بن يوسف : الفرجاني

### برامج
- 2015 : بوكانون على فرست تيفي

### فيديوهات
- 2013 : ومضة إشهارية لمشروب تويست التابع لشركة دليس دانون

### المسرح
- 1992 : الجثة المحاصرة نص ياسين الكاتب والإخراج المسرحي لرضا دريرة
- 1998 : عيشو شكسبير من إخراج محمد إدريس
- 2002 : الهروب لجاوو إكسينجيان وإخراج محمد إدريس
- 2003 : مراد الثالث نص الحبيب بولعراس وإخراج محمد إدريس
- 2005 : المتشعبطون نص علي اللواتي وإخراج محمد إدريس
- 2007 : نجمة اليوم من إخراج محمد إدريس ومقتبسة عن مسرحية «أوثيلو» لويليام شكسبير
- 2009 : راجل ومرا من إخراج محمد إدريس
- 2009 : بنت الجينيرال مقتبسة عن «هدا چابلر»، ترجمة محمد إدريس ومن إخراج ديفيد چوشار
- 2009 : أوكسيجان نص صلاح مصدق ونور الدين العياري والإخراج المسرحي لصلاح مصدق
- 2012 : ذاكرة التقاعد من إخراج مريم بوسالمي
- 2013 : الراهب ابن الأغلب أو إبراهيم المريع2 نص عبد القادر اللطيفي والإخراج المسرحي لمنير العرقي
- 2013 : أحلام بينوكيو لصلاح مصدق
- 2015 : الحياة حلم من إخراج حسان المؤذن، مقتبسة من مسرحية «الحياة حلم» لبيدرو كالديرون من البرشا
- 2015 : برج لوصيف للشاذلي العرفاوي مقتبسة عن مسرحية «القطة على سقف يحترق» لتينيسي ويليامز

### الإخراج المسرحي
- أحلام بينو كيو

## جوائز
حاز صلاح مصدق على الجائزة الأولى في مهرجان القاهرة عن ذلك الدور في «إخوة وزمان».

## وصلات خارجية
- صلاح مصدق على موقع IMDb (الإنجليزية)
- صلاح مصدق على موقع قاعدة بيانات الأفلام العربية
- صلاح مصدق على موقع ألو سيني (الفرنسية)
- صلاح مصدق على موقع قاعدة بيانات الأفلام السويدية (السويدية)
- صلاح مصدق على موقع كينوبويسك (الروسية)